# 斯托爾努彭峰
斯托爾努彭峰是南極洲的山峰，位於東部南極洲的毛德皇后地，屬於耶爾斯維克山脈的一部分，處於努普斯卡門嶺的南部，海拔高度2,275米。
72°10′S 2°22′E / 72.167°S 2.367°E